# Родней Келвин
Родней Ке́лви (род. 25 ноября 1996, Сериан, Саравак) — малайзийский футболист, защитник клуба «Селангор» (с 2019) на правах аренды выступающий за «Кедах» (с 2021 года). Выступал за молодёжную сборную Малайзии (до 23 лет). Участник Азиатских игр 2018 года (1 матч).

## Биография
Родней родился в Малайзии. Начал свою карьеру в клубе «Саравак» в 2018 году, затем перебрался в клуб ПКНС.
В марте 2016 года получил свой первый вызов в сборную Малайзии до 23 лет на централизованный тренировочный сбор в рамках подготовки к товарищескому матчу против Филиппин до 23 лет и Непала до 23 лет. Включен в состав сборной Малайзии (до 23 лет) на Азиатские игры 2018 года и 20 августа дебютировал в матче против Бахрейна, выйдя на замену.